# Transporte rápido personal

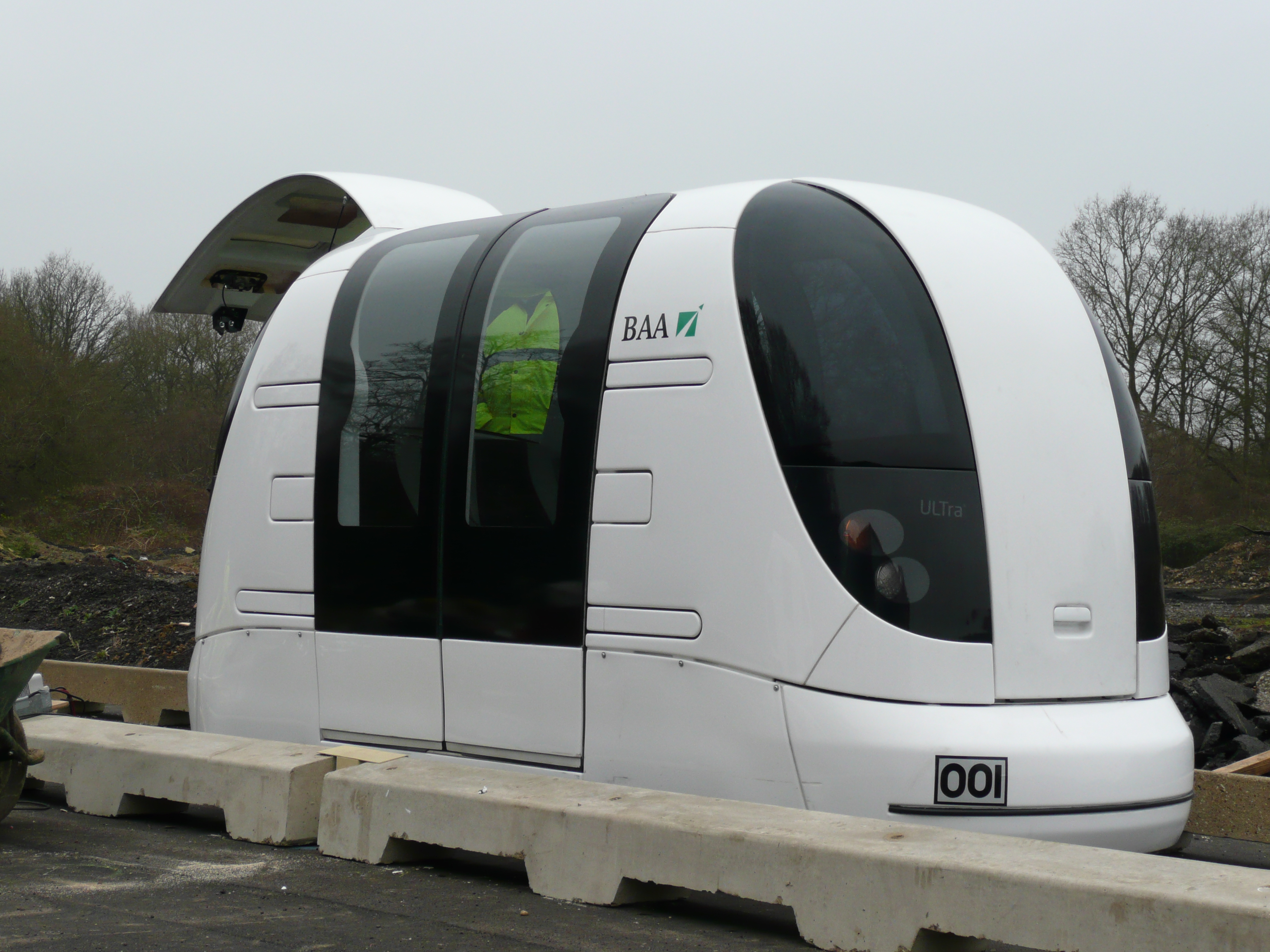
Un PRT en el Aeropuerto de Londres.

 El sistema de Transporte Rápido Personal, (Personal Rapit Transit en inglés, PRT), también llamado Sistema automatizado de transporte, o Podcar, es un medio de transporte público con pequeños vehículos automáticos que funcionan en una red de medios de guía especialmente construidos. Este nuevo tipo de sistema es un tipo de carril-guía de tránsito automatizado (AGT), una clase de sistema que también incluye vehículos más grandes hasta los sistemas de metro de pequeñas dimensiones.
El acrónimo PRT se introdujo formalmente en 1978 por J. Edward Anderson.
En la actualidad, hay dos ejemplos de PRT: el Personal Rapid Transit en Morgantown que entró en servicio comercial en 1975, y el PRT del Aeropuerto de Londres-Heathrow Ultra, que se encuentra actualmente en fase de prueba. El PRT también está en construcción en la nueva ciudad de Masdar en Abu Dhabi: el tránsito rápido personal en Masdar.
Una experiencia del PRT llamado ARAMIS fue realizado por RATP entre 1970 y 1986, en París, pero el experimento no se completó y el proyecto fue abandonado.

## Resumen
Los vehículos PRT están dimensionados para viajes individuales o en pequeños grupos, por lo general llevan de 3 a 6 pasajeros por vehículo. Las Guías de Caminos están organizadas en una topología de red con todas las estaciones ubicadas en apartaderos y con frecuentes puntos de fusión frecuentes o divergentes. Este enfoque permite viajar sin escalas, punto a punto, evitando todas las estaciones intermedias. El servicio punto a punto se ha comparado con un taxi o un ascensor.

## Historia
Los conceptos modernos del PRT comenzaron alrededor de 1953, cuando Donn Fichter, un planificador para el transporte de la ciudad, comenzó la investigación de los PRT y los métodos de transporte alternativos. En 1964, Fichter publicó un libro, que propuso un sistema de transporte automatizado para las zonas de media a baja densidad de población. Uno de los puntos clave en el libro fue la creencia de Fichter de que las personas no abandonan sus coches en favor del transporte público, a menos que el sistema les ofrezca flexibilidad y tiempos de tránsito de extremo a extremo que sean mucho mejor que los sistemas existente en ese momento - la flexibilidad y el rendimiento que él sentía que sólo un sistema PRT podían proporcionar. Varios otros planificadores urbanos y de tránsito también escribieron sobre el tema y siguieron algunos experimentos iniciales, pero el PRT se mantuvo relativamente desconocido.
El PRT está actualmente en proyecto en varias ciudades del mundo, como Suncheon, Corea del Sur y Amritsar, India.

## Sistemas de Transporte rápido personal existentes o en construcción

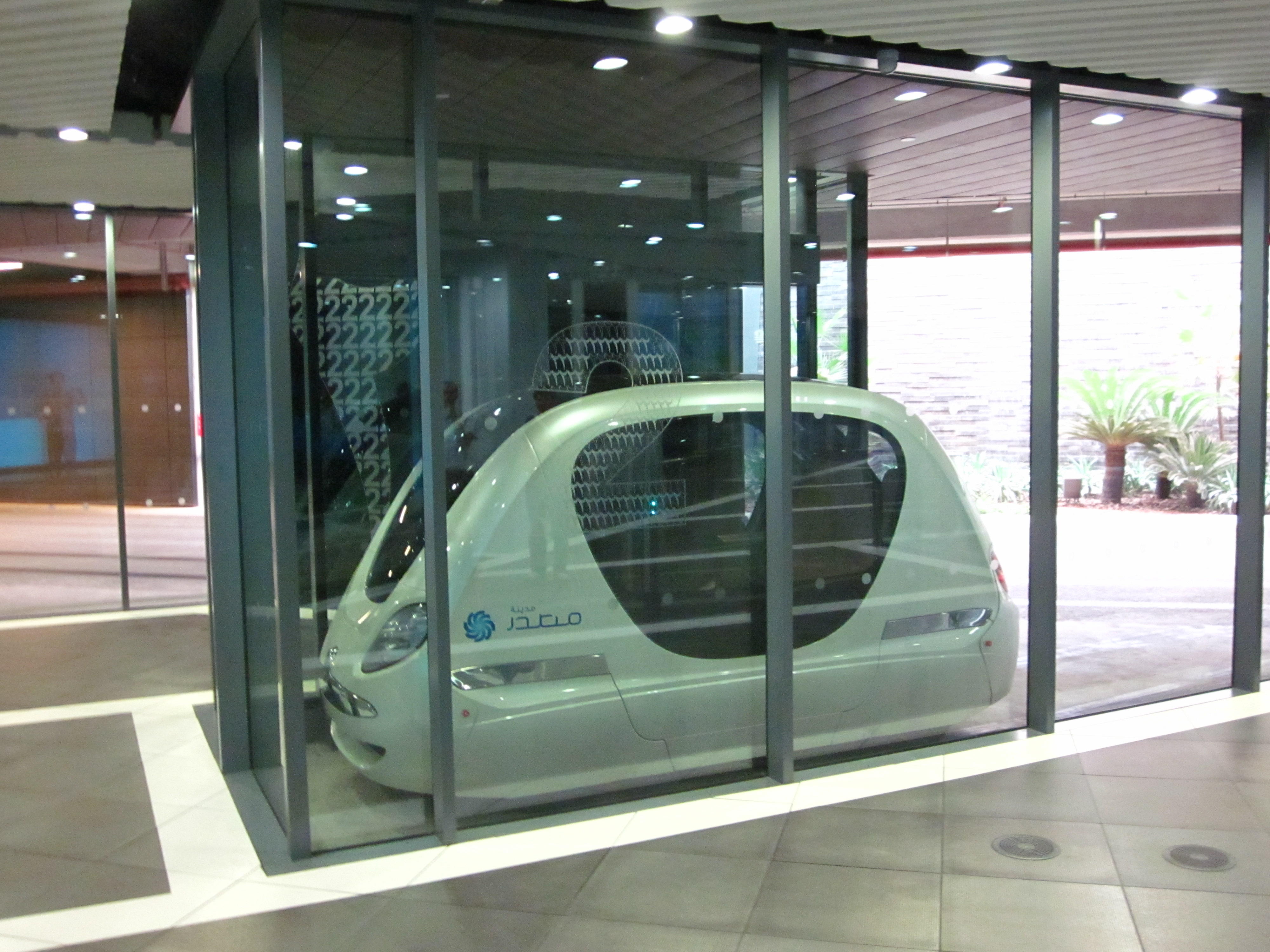
Vehículo del sistema automatizado de transporte (PRT) station in Masdar City

- Estados Unidos, Morgantown, Virginia Occidental: Personal Rapid Transit de Morgantown
- Reino Unido, Londres, Inglaterra: ULTra
- Emiratos Árabes Unidos, Masdar, Abu Dhabi: Personal Rapid Transit de Masdar
- Corea del Sur, Suncheon: Vectus
- India, Amritsar: ULTra